# Амор (тауншип, Миннесота)
Амор (англ. Amor) — тауншип в округе Оттер-Тейл, Миннесота, США. На 2000 год его население составило 558 человек.

## География
По данным Бюро переписи населения США площадь тауншипа составляет 91,1 км², из которых 60,1 км² занимает суша, а 31,0 км² — вода (34,05 %).

## Демография
По данным переписи населения 2000 года здесь находились 558 человек, 210 домохозяйств и 158 семей.  Плотность населения —  9,3 чел./км².  На территории тауншипа расположено 640 построек со средней плотностью 10,7 построек на один квадратный километр. Расовый состав населения: 98,57 % белых, 0,36 % коренных американцев, 0,36 % азиатов, 0,18 % — других рас США и 0,54 % приходится на две или более других рас. Испанцы или латиноамериканцы любой расы составляли 0,36 % от популяции тауншипа.
Из 210 домохозяйств в 25,2 % воспитывались дети до 18 лет, в 71,0 % проживали супружеские пары, в 2,4 % проживали незамужние женщины и в 24,3 % домохозяйств проживали несемейные люди. 22,9 % домохозяйств состояли из одного человека, при том 11,9 % из — одиноких пожилых людей старше 65 лет. Средний размер домохозяйства — 2,35, а семьи — 2,75 человека.
18,8 % населения — младше 18 лет, 4,8 % — в возрасте от 18 до 24 лет, 20,4 % — от 25 до 44, 30,8 % — от 45 до 64, и 25,1 % — старше 65 лет. Средний возраст — 50 лет. На каждые 100 женщин приходилось 97,2 мужчин.  На каждые 100 женщин старше 18 приходилось 100,4 мужчин.
Средний годовой доход домохозяйства составлял 38 833 доллара, а средний годовой доход семьи —  43 472 доллара. Средний доход мужчин —  27 159  долларов, в то время как у женщин — 29 375. Доход на душу населения составил 20 480 долларов. За чертой бедности находились 1,9 % семей и 1,7 % всего населения тауншипа, из которых 5,3 % старше 65 лет.